# Al-Hadschar al-Aswad
Al-Hadschar al-Aswad (arabisch الحجر الأسود, DMG al-Ḥaǧar al-Aswad ‚der schwarze Stein‘) ist eine syrische Stadt an der Nähe zur libanesischen Grenze im Süden des Landes.
Die Stadt gehört verwaltungstechnisch zur nationalen Gouvernement Rif Dimaschq und zum Distrikt Darayya. Al-Hadschar al-Aswad hat eine Einwohnerzahl von insgesamt 96.419 (Stand 2007), was sie zur dreizehntgrößten geografischen Entität in ganz Syrien macht.